# 楠根町 (阿南市)
楠根町（くすねちょう）は、徳島県阿南市の町名。2014年3月現在の人口は452人、世帯数は159世帯。郵便番号は〒771-5170。

## 地理

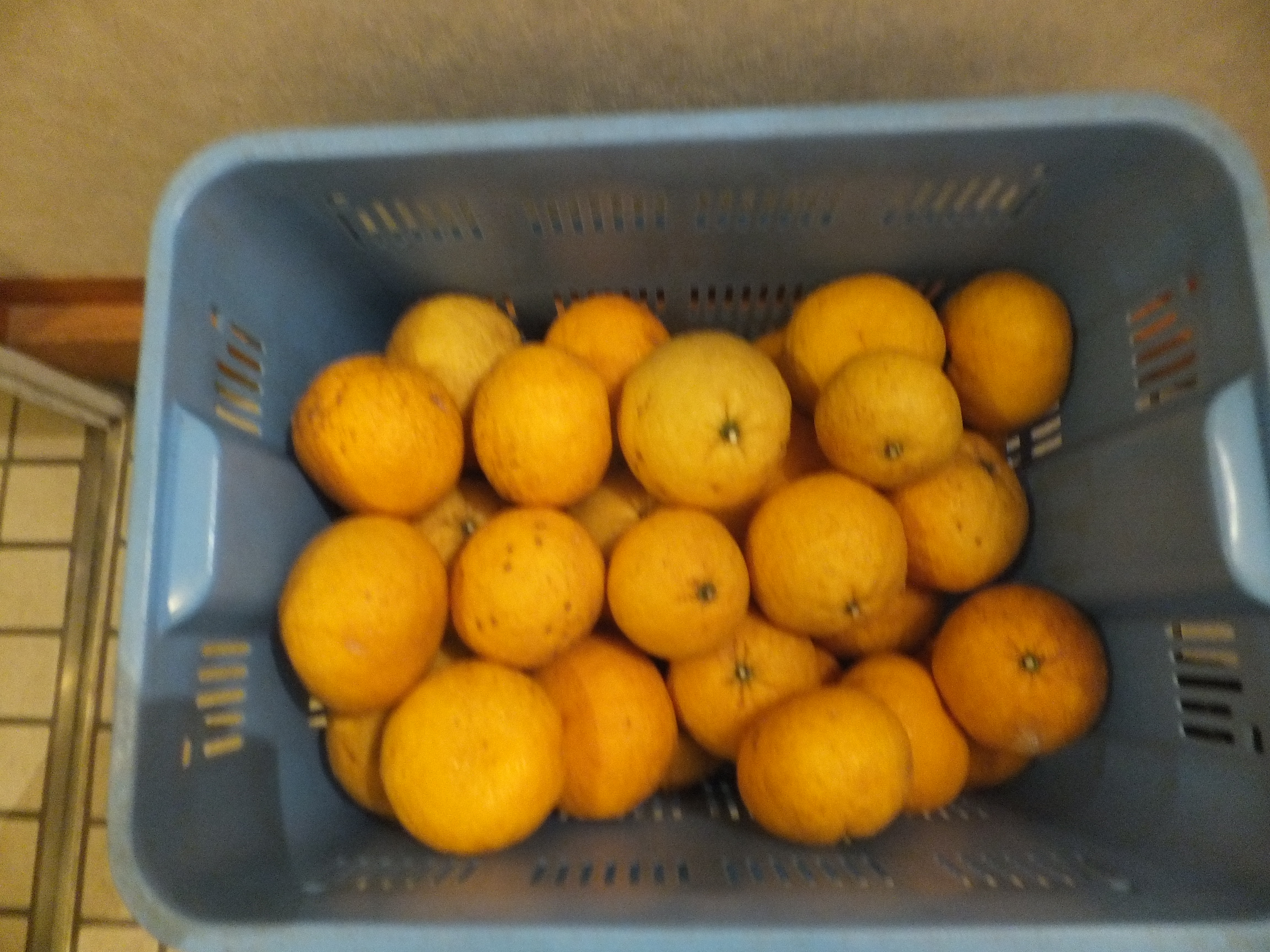
当地で収穫されたミカン

阿南市の北西部に位置。およそ那賀川左岸に位置する。北西は勝浦郡勝浦町、南西は深瀬町、南は吉井町、東は上大野町、北東は羽ノ浦町古毛・小松島市櫛渕町に接する。
那賀川には、昭和49年に上大野町と旧羽ノ浦町を結ぶ持井橋、同52年に当地と吉井町を結ぶ加茂谷橋が架けられた。純農村地域。加茂谷ミカンの発祥地であり、現在もミカン農家が多い。
地名の由来は、当地に樟の木が繁っていたことにちなむといい、明治期にも樟脳の原料として樟の古株が売買された。

### 河川
- 那賀川

### 小字
| - 沖台 - 奥山 - 北内 - 金石 - 菖蒲 | - 生蓮 - 新田 - 助峰 - 盛大 - 高曽根 | - 津越 - 中洲 - 七浦 - 南原 - 美濃谷 | - 宮谷 - 屋敷 |  |

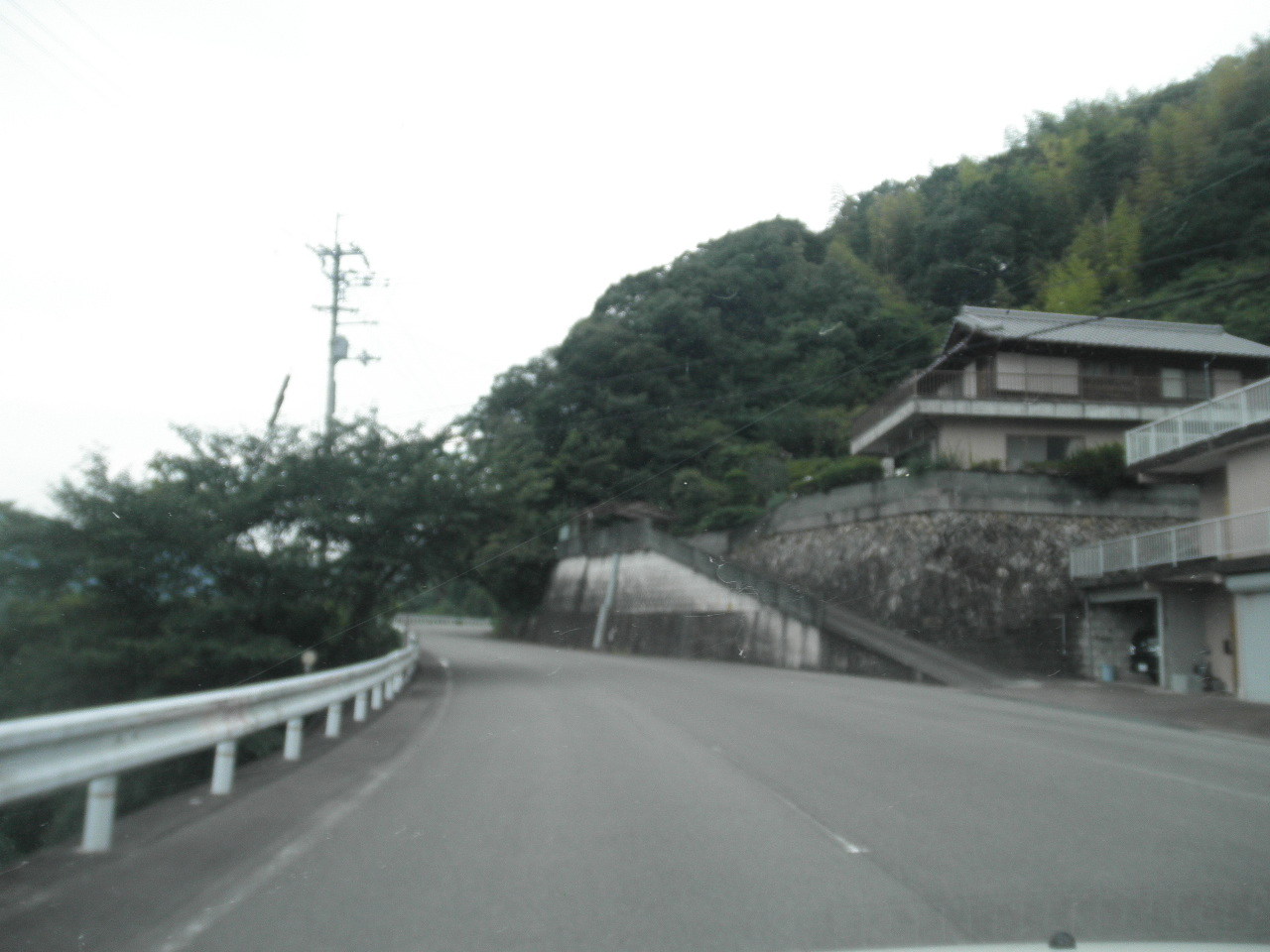
字七浦

## 歴史
江戸期から町村制の施行された明治22年にかけては那西郡および那賀郡の村であった。寛文4年より那賀郡に属す。
明治22年に同郡加茂谷村の大字となった。昭和30年より富岡町の大字となる。昭和33年に阿南市が誕生し、現在の町名となる。

## 施設
- 正八幡神社
- 阿南市立楠根桜づつみ公園

## 交通

### 道路
都道府県道
- 徳島県道19号阿南鷲敷日和佐線
- 徳島県道28号阿南小松島線
- 徳島県道282号大井南島線

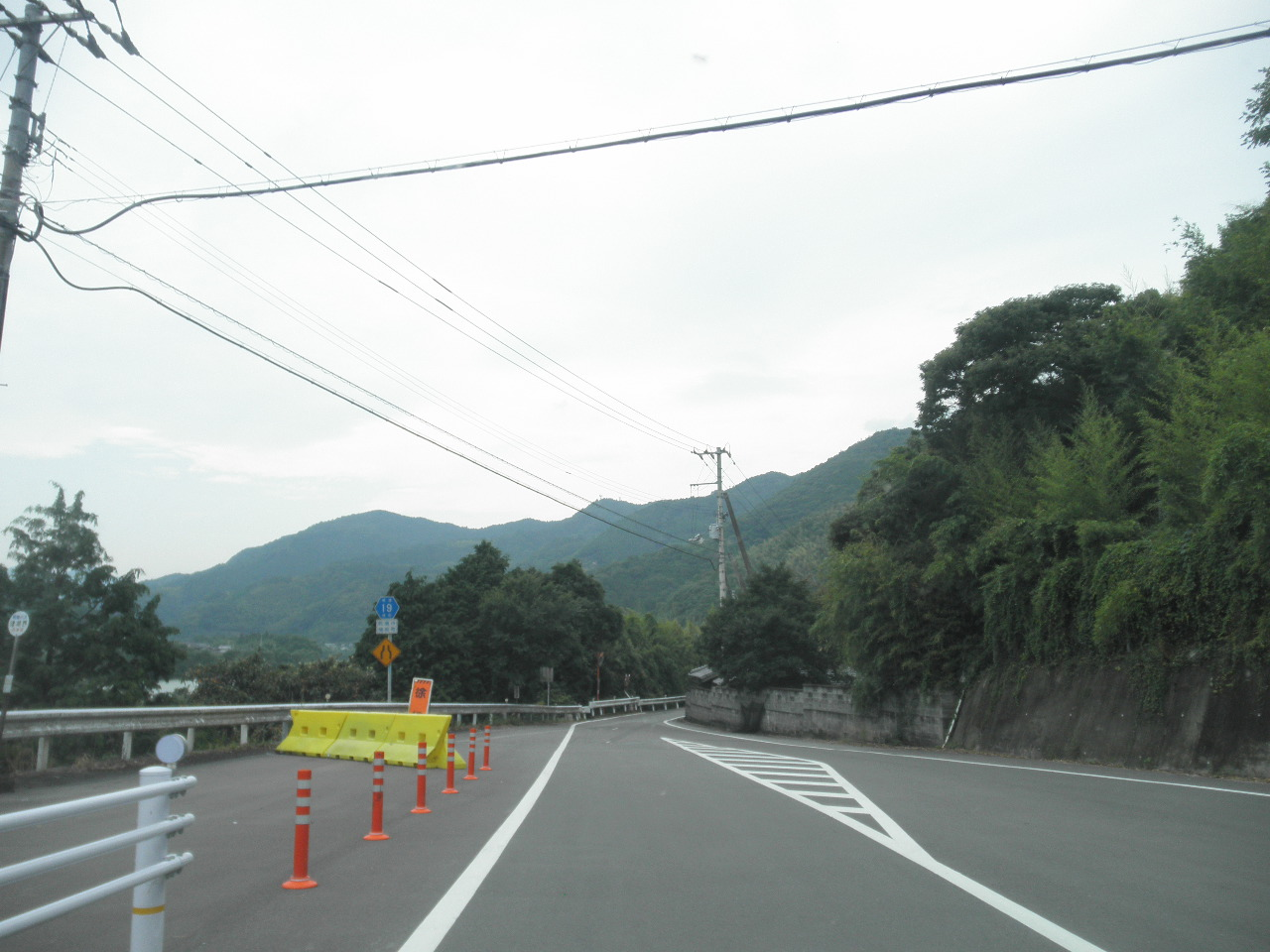
県道19号阿南鷲敷日和佐線

### 路線バス
徳島バス
- 楠根渡